# Джийн Родънбери
Юджийн Уесли Родънбери (на английски: Eugene Wesley Roddenberry; 19 август 1921 – 24 октомври 1991) е американски сценарист и продуцент.
Известен е като създателя на научнофантастичната вселена на „Стар Трек“. Той е сред първите хора погребани в космоса.

## Биография
Джийн Родънбери е роден на 19 август 1921 г. в Ел Пасо, Тексас в семейството на Едуард Родънбери и Каролина Глен. Премества се със семейството си в Лос Анджелис. Следвайки стъпките на баща си, учи за да стане полицай, като получава и лиценз за пилот. През 1941, след бомбардировката на Пърл Харбър, Джийн е повикан на служба в американската армия. Служи във Военновъздушните сили като пилот на бомбардировач B-17 от 1941 до 1945. По време на войната извършва 89 полета, получива ранг на лейтенант и награди за огромни заслуги.
След войната започва работа в авиокомпанията Пан Американ като втори пилот. Но след самолетна катастрофа през 1947 решава да се откаже от кариерата на пилот и да стане полицай в Лос Анджелис, където служи от 1949 до 1956.
Родънбери се жени два пъти. Първият път за Айлин Рексроут. Вторият път за Мейджъл Барет – актриса, с която се запознава по време на снимките на Стар Трек.
Джийн Родънбери умира на 24 октомври 1991 г. По негово желание, прахта му (заедно с прахта на още 23 космически пионери и ентусиасти) е сложена в специална капсула и изстреляна в космоса от ракетата Пегас.

## Телевизионна кариера
През 1950-те години пише сценарии за сериала Have Gun – Will Travel и др. Продуцира сериала The Lieutenant. На първия си сценарий се подписва под псевдонима Робърт Уесли.
През 1964 г. Джийн Родънбери има идея за научнофантастичен сериал, отхвърлена от CBS, той я предлага на NBC. През същата година Джийн написва сценарий за пилотния епизод „Клетка“ (на английски: The Cage) с Джефри Хънтър в ролята на капитан Кристофър Пайк. Серията не се харесва на ръководството и проектът е отложен.
Джийн с помощта на приятели сценаристи предлага на компанията три нови сценария, един от които е одобрен. По-късно започват и снимките на новия сериал. Заради силно ограничения бюджет са използвани стари декори. Излъчването на новия сериал, който получава името „Стар Трек“ (по-късно – „Стар Трек: Оригиналният сериал“) започва през 1966 г.
Освен „Оригиналният сериал“ Джийн Родънбери е създател и на още един сериал – Стар Трек: Следващото поколение, работата по който започва през 1985 (излъчването му започва през 1987). След смъртта на Джийн през 1991 работата над сериала продължава Рик Бърман.
Освен работата по сериалите Родънбери създава и пълнометражния филм „Стар Трек: Филмът“ (1979).

## Наследство
След смъртта на Родънбери Стар Трек не е забравен. След сериала „Стар Трек: Следващото поколение“ (последната серия е направена през 1994) са направени още три телевизионни сериала.
На основата на „Стар Трек“ са създадени 10 игрални филма – някои от тях, дори когато Родънбери е още жив.
Астероидът 4659 Родънбери и ударен кратер на Марс са кръстени в негова чест.
Къщата, в която Родънбери е роден и е живял със семейството си близо две години, се намира на 1907 E. Yandell Street в Ел Пасо. Сега на нейно място има магазин за цветя, при него е поставена дървена плоча, отбелязваща мястото.
Една от сградите на студиото на CBS Paramount Television, в която се помещават административните офиси, се нарича сградата на Родънбери.